# Wir sind das Klima!
Wir sind das Klima! Wie wir unseren Planeten schon beim Frühstück retten können (englischer Originaltitel: We Are the Weather: Saving the Planet Begins at Breakfast) ist ein Bestseller des Journalisten Jonathan Safran Foer aus dem Jahr 2019.

## Inhalt
Der Verfasser beschreibt in dem Buch, dass die Klimakrise letztlich zu abstrakt sei, um das menschliche Verhalten zu ändern. Das Buch erinnert jedoch an die Dringlichkeit eines gemeinsamen Handelns. Untermalt wird dies durch anschauliche Beispiele, die zu einem solchen Handeln anregen sollen. So kritisiert der Verfasser die Massentierhaltung, die durch ihren hohen Ausstoß von Treibhausgasen einen substanziellen Beitrag an der globalen Erwärmung habe. Das Buch ist eine persönliche Annäherung an den Themenkomplex der Klimakrise und enthält zugleich eine realistische Sicht auf das Handeln. So empfiehlt der Verfasser einen pragmatischen Lösungsansatz, nämlich tierische Produkte nur einmal täglich während der Hauptmahlzeit zu konsumieren.

## Rezensionen
„‚Wir sind das Klima!‘ ist wieder ein exzellent recherchiertes Sachbuch mit autobiografischen Allegorien wie sein Bestseller ‚Tiere essen‘. Es ist nicht so extrem laut wie die Klage gegen die industrielle Tierproduktion, geht aber vielleicht gerade deswegen unglaublich nah. Dem US-Schriftsteller ist so nicht weniger als eine ungewöhnliche, mitreißende Antwort auf die etwas abgenutzte Frage gelungen: Warum und wie soll ich mich für Klimaschutz engagieren?“

„Foer hat deshalb jahrelang an Wir sind das Klima gearbeitet, jahrelang überlegt, wie zu erzählen wäre, was er erzählen will. Die Aufgabe, die der 42-Jährige sich gestellt hat, lautet: ein Buch zu schreiben, das Verhalten ändert. Dafür, so meint Foer, bedürfe es einer Erzählweise, einer Narration, die darzustellen vermag, dass die Menschheit den Massenselbstmord wählt und warum es so viel schöner wäre, den nahenden Tod abzuwenden und sich am Leben zu freuen.“

## Reaktionen
Der Unternehmer Dirk Roßmann, Gründer der Drogeriekette Rossmann, beschloss nach Lektüre des Buches eine Intensivierung seines Engagements für den Klimaschutz: „Nachdem ich dieses Buch gelesen habe, war mir klar, dass ich etwas tun muss.“ Roßmann verschenkte im Herbst 2019 zunächst 2000 Exemplare des Buches an alle Bundestagsabgeordneten und Vorstände aller DAX-Unternehmen, weiterhin konnten über die Website seines Unternehmens 25.000 Exemplare kostenlos angefordert werden. Roßmann begründete dies mit der Dringlichkeit der Klimakrise: „Wir haben ein Riesenproblem und das kriegen wir nicht mit Kosmetik hin, sondern nur durch Handeln.“